# Willy Real
Willy Real (* 25. Oktober 1911 in Osternienburg; † 23. April 2004 in Bonn) war ein deutscher Historiker.
Real war Professor für Geschichte und Didaktik der Geschichte an der Universität zu Köln.

## Leben
Er wurde am 25. Oktober 1911 in Osternienburg als Sohn des Bautechnikers Wilhelm Real geboren. Nach dem Abitur im März 1930 in Köthen studierte er an den Universitäten Halle, Münster und Köln Geschichte, Germanistik und Philosophie. Mit einer Untersuchung über Die deutsche Verfassungsfrage am Ausgang der napoleonischen Herrschaft bis zum Beginn des Wiener Kongresses promovierte er 1935 an der Universität Münster bei Hermann Wätjen zum Dr. phil. Ab 1936 war er an der Hindenburgschule in Düsseldorf tätig. Er unterrichtete von 1945 bis 1971 als Lehrer für Deutsch und Geschichte am Gymnasium in Waldbröl, danach am Aloisiuskolleg in Bad Godesberg. 1977 wurde er in den Ruhestand versetzt.
Nach seiner Habilitation 1970 an der PH Rheinland, Abteilung Bonn, war er ab 1971 wissenschaftlicher Rat und Professor an der PH Rheinland, Abteilung Köln, seit 1980 an der Uni Köln. Sein Buch Die Revolution in Baden 1848/49 (1983) widmete er der Erinnerung an seinen „verehrten Lehrer Hans Herzfeld“.
Ab 1939 war er verheiratet. Aus der Ehe gingen drei Kinder hervor: Heinz Jürgen, Michael Alexander und Monika Christiane. Sein Sohn Heinz Jürgen wurde ebenfalls Historiker: Er promovierte bei Johannes Spörl und arbeitete später am Bundesarchiv Koblenz.

## Werke (Auswahl)
- Zwischen Zuversicht und Entartung: Erinnerungen an ein Studium der Geisteswissenschaften in den Jahren vor und nach der nationalsozialistischen Machtergreifung 1930–1935. Kovač, Hamburg 2000, (3. erw. Aufl.) ISBN 3-86064-529-3.
- (Hrsg.) Aus den Lebenserinnerungen / Hans Herzfeld. de Gruyter, Berlin (u. a.) 1992, ISBN 3-11-013520-5.
- Karl Friedrich von Savigny: 1814–1875; ein preußisches Diplomatenleben im Jahrhundert der Reichsgründung. (= Historische Forschungen Bd. 43), Duncker & Humblot, Berlin 1990, ISBN 3-428-06963-3.
- Die Revolution in Baden: 1848/49. Kohlhammer, Stuttgart 1983, ISBN 3-17-007921-2.
- Der deutsche Reformverein: großdeutsche Stimmen und Kräfte zwischen Villafranca und Königgrätz. Matthiesen, Lübeck 1966.